# Ondioline

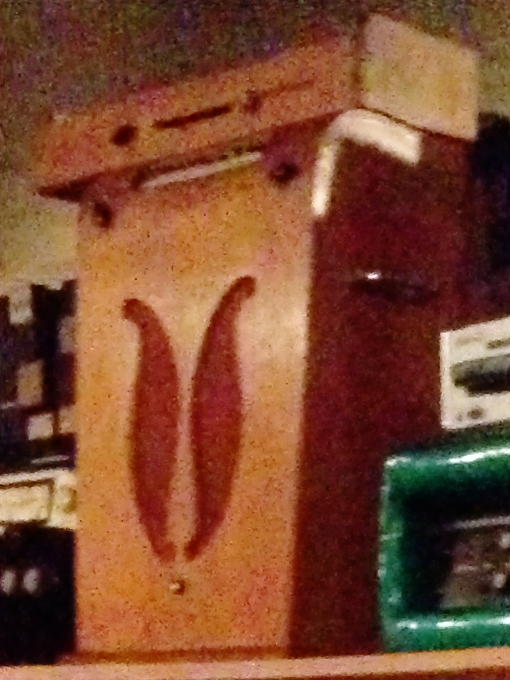

L'ondioline est un instrument de musique électronique à clavier qui utilise un système de tube à vide. 
L'ondioline est inventé par le Français Georges Jenny en 1941. Dans la généalogie des instruments électroniques, il fait suite au theremine et aux ondes Martenot, tous deux créées au cours des années 1920.  Il précède de quelques années le clavioline et est un précurseur du synthétiseur analogique.

## Description
L'ondioline peut créer une grande variété de sons. Son clavier de 3 octaves est monophonique. Sa fonctionnalité particulière est d'être suspendu sur des ressorts ce qui permet de mettre en place un vibrato naturel. Le résultat est un vibrato quasi-humain qui apporte un large éventail d'expression à l'ondioline. Le clavier est également sensible à la pression.

## Utilisation
Le compositeur Jean-Jacques Perrey est un des premiers à populariser l'ondioline, dès la fin des années 1940, concevant à partir des possibilités de cet instrument le spectacle de cabaret Around the World in 80 Ways, d'après Le Tour du monde en quatre-vingts jours de Jules Verne, puis il accompagna avec cet instrument entre autres Charles Trenet et Edith Piaf.  On peut ainsi entendre l'ondioline sur la chanson de Trenet L'Âme des poètes, que le fou chantant enregistre en 1951.  
L'ondioline a été utilisée dans beaucoup d'enregistrements musicaux à partir du début des années 1950, notamment pour les bandes-son de films comme La vache et le prisonnier de Henri Verneuil (1959), Spartacus de Stanley Kubrick (1960) et Les Belles Années de miss Brodie de Ronald Neame (1969).  
On peut aussi entendre l'ondioline sur la chanson I Want a Guy, premier 45 tours du groupe The Supremes qui date de 1961, sur la pièce instrumentale More du tromboniste Kai Winding, produite en 1963, ainsi que sur la version de Suspicion chantée par Terry Stafford en 1964. En revanche, sur Baby You're a Rich Man des Beatles, est utilisé un clavioline.

## Postérité
Jusqu'à son décès, en 1975, Georges Jenny développe différents modèles d'ondiolines.  Cependant, au fil du temps, l'ondioline est devenue un instrument assez rare.  On estime que moins de deux douzaines d’exemplaires existent encore aujourd’hui.
Jusqu'à la fin de sa carrière, Jean-Jacques Perrey utilisera l'ondioline pour ses concerts.  Il meurt en 2016.  Quelque temps avant son décès, il s'était lié avec le musicien australien Wally De Backer.  Ce dernier lance, en 2022, un site internet complet, www.Ondioline.com, consacré à l'instrument et à son histoire.